# Stenotsivoka
Stenotsivoka is een kevergeslacht uit de familie van de boktorren (Cerambycidae). De wetenschappelijke naam van het geslacht werd voor het eerst geldig gepubliceerd in 2001 door Adlbauer.

## Soorten
Stenotsivoka omvat de volgende soorten:
- Stenotsivoka bipunctata Villiers, Quentin & Vives, 2011
- Stenotsivoka caligata (Fairmaire, 1904)
- Stenotsivoka humbloti Villiers, Quentin & Vives, 2011
- Stenotsivoka negrei Vives, 2004
- Stenotsivoka remipes (Fairmaire, 1902)
- Stenotsivoka rubicunda (Fairmaire, 1903)
- Stenotsivoka scutellaris (Fairmaire, 1896)